# Сектор Газа
Се́ктор Га́за (араб. قطاع غزّة‎ [qɪˈtˤɑːʕ ˈɣazza], ивр. רצועת עזה‎ [рецуа́т а́за]) — территория на берегу Средиземного моря, которая де-юре является одной из двух частей частично признанного арабского государства Палестина (наряду с территорией Западного берега реки Иордан). На востоке и севере сектор граничит с Израилем, от которого он отделён разделительным забором с контрольно-пропускными пунктами, а на юго-западе по суше граничит с Египтом, от которого отделён бетонной стеной. Длина сектора Газа составляет примерно 40 км, ширина — от 6 до 12 км. Общая площадь — около 360 км². Столица — город Газа.
Согласно Плану ООН по разделу Палестины (1947) на арабское и еврейское государства, сектор входил в состав территории, выделенной для создания арабского государства. В результате арабо-израильской войны 1948—1949 годов, начавшейся после решения ООН и последующего провозглашения Государства Израиль, арабское государство создано не было, и с 1948 по 1967 год сектор находился под контролем Египта. По результатам Шестидневной войны с 1967 года по 2005 год сектор находился под прямым контролем Израиля. В соответствии с Соглашениями в Осло (1993), подписанными между Израилем и Организацией освобождения Палестины, Израиль временно[уточнить] обеспечивает военный контроль над воздушным пространством сектора Газа, частью его сухопутных границ (часть находится под египетским контролем) и территориальными водами. В результате Соглашений в Осло на базе Западного берега реки Иордан и сектора была образована Палестинская национальная администрация (ПНА).
В августе 2005 года, в ходе реализации «Плана одностороннего размежевания», Израиль вывел из сектора войска и ликвидировал свои поселения. После этого возник спор о сохранении статуса оккупации: Израиль считает, что с выводом войск он утратил этот статус, в то время как Международный суд ООН и многие эксперты утверждают, что Израиль сохраняет фактический контроль и вытекающие из него обязанности оккупирующей стороны. По мнению ряда специалистов, статус следует определять исходя из степени такого контроля и выполняемых функций.
В результате переворота, произведённого исламистской организацией ХАМАС в июле 2007 года, государственные учреждения ПНА и её силы безопасности, а затем и сектор в целом, перешли под контроль ХАМАСа.
Территория возглавляется Меджлисом-Аш-Шура из 15 человек.
Более двух третей населения сектора Газа состоит из потомков беженцев, покинувших территорию Израиля в результате Арабо-израильской войны 1947—1949 годов. По официальной палестинской оценке на 2014 год, на территории сектора Газа проживало 1 760 037 человек, по оценке ЦРУ США на июль 2020 года — 1 918 221 человек. Плотность населения составляет соответственно от 4890 до 5328 чел./км².

## История

### Древняя история до середины XVI века
Город Газа упоминается в египетских источниках начиная с XV века до н. э. (анналы 22 года правления Тутмоса III). В XII веке до н. э. город был захвачен филистимлянами и наряду с Ашкелоном, Ашдодом, Екроном и Гефом образовал Пятиградье. Здесь располагался языческий храм Дагона.
В 332 году до н. э. Газа захвачена Александром Македонским и постепенно эллинизируется. Диадохов сменяют римские, а затем и византийские императоры.
В 328 году ученик Антония Великого Иларион основывает в Газе монашескую обитель, которая весьма успешно проповедовала христианство среди местного населения, так что в 334 году весь сектор Газа, называемый княжеством Маюмским, почитается за страну с христианским населением. Это способствует тому, что в Газе учреждается пост епископа, среди которых наибольшую известность получает Порфирий Газский. При нём в Газе существовало «языческое» святилище бога Марны.
В 1150 году Газа становится владением тамплиеров, которые действуют по воле короля Балдуина III. Причём в Газе с этого момента возводится замок Гадр Затем Газой владели Айюбиды, египетские мамлюки и османы.

### Газа в составе Османской империи (1516—1917)
В 1517 году Газа была завоёвана турками-османами под предводительством султана Селима I. В течение 400 лет она оставалась частью огромной Османской империи, охватывавшей значительную часть юго-восточной Европы, всю Малую Азию и Ближний Восток, Египет и Северную Африку.
В 1798 году Газа была захвачена Наполеоном.
В 1832 году территория Газы была завоёвана Ибрагим-пашой, сыном и военачальником вице-короля Египта Мухаммеда Али. Газа стала частью единой провинции Палестины, северная граница которой достигала Сидона. Египтяне, правившие страной 8 лет (1832—1840), провели некоторые реформы по европейскому образцу, что вызвало сопротивление арабов и восстания в большинстве городов страны, которые были подавлены силой. В период египетского господства проводились широкие исследования в области библейской географии и археологии.
В 1841 году Газа вернулась под непосредственный контроль Турции и оставалась под её контролем вплоть до поражения в Первой мировой войне в 1917 году.
До начала XX века конфликты между евреями и арабами случались крайне редко, кроме чисто уголовных проблем с набегами грабителей на еврейские колонии. На Ближнем Востоке только в Палестине арабская иммиграция превышала эмиграцию. Арабы извлекали выгоду из приезда евреев на эту территорию, поскольку это создавало спрос на рабочую силу и рынок сбыта сельхозпродукции. Переезжая в Палестину, арабы стремились поселиться в районах с высокой плотностью еврейского населения. При этом сионисты не восприняли всерьёз рост арабского национализма.

### Газа в составе Британской империи (1917—1947)
7 ноября 1917 года произошла Битва за Газу, в ходе которой британская армия (генерал Эдмунд Алленби) разгромила турок и изгнала их с территории Палестины. Газа была включена в подмандатную Палестину.
В 1929 году евреи, проживавшие в Газе, были вынуждены покинуть город в результате учинённых арабами погромов. В ходе погромов по всей Палестине было убито 135 евреев. С целью умиротворения арабов англичане уступили их давлению и запретили евреям селиться в городе, в котором со времён древности существовала еврейская община.
Евреи Палестины поддержали англичан в военных действиях против немцев и их союзников на третьем (Африка и так называемый Ближний Восток) фронте военных действий во Второй мировой войне, в то время как вооружённые формирования арабов-палестинцев, несмотря на очевидную лояльность со стороны англичан, воевали на стороне стран нацистского блока.

### Газа под контролем Египта (1948—1967)
План ООН по разделу Палестины 1947 года предусматривал включение сектора Газа в территорию арабского палестинского государства. В соответствии с этим решением ООН, Лигой арабских государств было утверждено Палестинское государство, однако эти решения сразу наткнулись на противодействие соседних с Израилем арабских стран.
В ходе Арабо-израильской войны 1947—1949 годов часть территории, отведённой ООН под арабское государство, была оккупирована, а затем аннексирована Трансиорданией (Западный берег реки Иордан), сектор Газа был оккупирован Египтом и находился в его составе вплоть до Шестидневной войны 1967 года. До 1957 года в секторе формально существовало так называемое Всепалестинское правительство под эгидой Египта.
В 1954—1955 годах, когда израильтяне начали заселение пустыни Негев, вооружённые группы фидаев продолжили проникновение в Израиль из Газы, устраивая диверсии и теракты; в ходе ответных рейдов израильской армии в сектор Газа погибло несколько десятков египетских военнослужащих. По выражению Моше Даяна, бывшего в это время начальником Генерального штаба Израиля:
… после Войны за Независимость 1949 года и до Синайской кампании 1956 года, Израиль не знал покоя от террористов. Банды арабских инфильтрантов, обученные и вооруженные арабскими правительствами, проникали в страну, убивали мирных жителей, устанавливали мины, подрывали водокачки и столбы линий электропередач.
Как заявил израильский представитель в ООН Абба Эвен, «за шесть лет после перемирия 1949 года в результате враждебных действий Египта погиб 101 и было ранено 364 израильтянина. Только в 1956 году в результате агрессивных действий Египта было убито 28 израильтян и 127 были ранены».
Согласно М. Даяну, после одного из таких терактов, когда в марте 1955 года в результате нападения на свадьбу в поселении Патиш погибла молодая женщина и до 22 израильтян были ранены, Давид Бен-Гурион (бывший в то время министром обороны) изменил своё мнение и предложил взять Газу под израильский контроль, считая необходимым «оградить молодые поселения от террора». Но правительство премьер-министра Моше Шарета и военные выступили против этого предложения, и оно было отклонено.
М. Даян также пишет о том, как в апреле 1956 года премьер-министр Д. Бен-Гурион, исполнявший в то время также обязанности министра обороны, пригласил генерального секретаря ООН Д. Хаммершельда в Израиль, надеясь при его посредничестве «установить мир на линиях прекращения огня с Египтом». В ходе переговоров, Бен-Гурион, невзирая на возражения военных, согласился с предложением Хаммершельда, поддержанным президентом США Д. Эйзенхауэром, воздержаться от «ответных акций» против Египта в связи с арабским террором. Но после того, как Израиль откликнулся на это предложение и отвёл свои войска от границы, на его южные поселения «обрушилась новая волна террора».
В 1956 году, во время Суэцкого кризиса, сектор Газа был занят Израилем, но через три месяца под давлением США и СССР был снова возвращён под контроль Египта.
В 1959 году египетский президент Гамаль Абдель Насер распустил Всепалестинское правительство.

### Газа под контролем Израиля (1967—2005)
Сектор Газа перешёл под контроль Израиля 7 июня 1967 года в ходе Шестидневной войны.
Израиль не аннексировал сектор Газа и не предлагал её жителям своего гражданства. Однако начал создавать там еврейские поселения. Строительство поселений неоднократно осуждалось ООН, ЕС и другими международными организациями как противоречащее международному праву.
В 1971 году Израиль назначил мэра для Газы, а в 1976 были проведены выборы мэра.
Ряд источников утверждает, что во время мирных переговоров в Кэмп-Дэвиде в 1978 году, при обсуждении возвращения Синайского полуострова Египту, Израиль пытался вернуть сектор Газа под контроль Египта, но Египет отказался. Однако Моше Аренс, бывший в ходе переговоров главой комиссии кнессета по обороне и внешней политике, называет данную информацию мифом и пишет, что Бегин не был готов отдать Газу, поскольку она является частью Земли Израильской.
В Кэмп-Дэвидском договоре указывается, что израильские войска покинут территорию сектора Газа и Западного берега реки Иордан, и на этих территориях будет создана демократически выбранная автономная палестинская администрация, а максимум через пять лет после этого события, путём переговоров, должен был быть определён окончательный статус этих территорий. Однако процесс, прописанный в Кэмп-Дэвидских соглашениях, был начат лишь спустя 15 лет (в 1993 году), с подписанием Соглашений в Осло, и не закончен до сих пор.
После подписания соглашений президент Египта Анвар Садат сказал в своём выступлении в парламенте:

До войны за права палестинского народа Египет был процветающей страной арабского мира. Теперь мы нищая страна, а палестинцы требуют от нас ещё раз воевать за них до последнего египетского солдата.

В 2005 году в секторе Газа проживало 9000 еврейских поселенцев и от 1 070 000 до 1 376 289 палестинцев.
В мае 1994 года в результате подписания соглашений в Осло Израиль начал поэтапный вывод своих сил из областей сектора, не занятых под поселения и военные базы (около 75 % территории). Власть на этих территориях была передана Палестинской национальной администрации, однако контроль над границами, воздушным пространством и территориальными водами оставался у Израиля.
После заключения соглашений Осло экономическая ситуация в секторе Газа ухудшилась: безработица на палестинских территориях составляла менее 5 % в конце 1980-х годов и 20 % к середине 1990-х годов, а валовой национальный продукт территорий упал на 36 % между 1992 и 1996 годом. Это произошло в результате падения совокупных доходов и роста численности населения. Спад экономической активности в значительной степени стал результатом израильской политики закрытия границ в ответ на террористические нападения на израильтян, что нарушило ранее установленные трудовые и товарные рыночные отношения.
С 1997 года Израиль ослабляет политику закрытия границ и в 1998 году Израиль проводит новую политику, чтобы уменьшить воздействие закрытия границ и прочих процедур безопасности на передвижение палестинских товаров и рабочей силы. В октябре 1999 года Израиль разрешил открытие безопасного прохода между сектором Газа и Западным берегом в соответствии с временным соглашением 1995 года. Эти изменения вызвали умеренное восстановление экономики в 1998—1999 годах.
Высказывается мнение, что ухудшение экономической ситуации и связанная с ней безработица также происходили из-за того, что властям Газы не было необходимости заботиться о нуждах населения. Гуннар Хейнсон, глава института Лемкина при Бременском университете, пишет в «Wall Street Journal»:
Подавляющее большинство населения не испытывает необходимости делать что-либо для того, чтобы «поднять» своих отпрысков. Большинство детей сыты, одеты, вакцинированы и учатся в школах благодаря ооновской UNRWA. UNRWA загоняет палестинскую проблему в тупик, классифицируя палестинцев как «беженцев» — не только тех, кто был вынужден покинуть свои дома, но также и всё их потомство.
UNRWA щедро финансируется Соединёнными Штатами (31 %) и Евросоюзом (около 50 %) — и только 7 % этих фондов поступает из мусульманских источников. Благодаря этому почти всё население Газы живёт в зависимости, на довольно низком, зато стабильном уровне. Одним из результатов этой нелимитированной благотворительности является нескончаемый демографический бум.

Между 1950 и 2008 годами население Газы выросло с 240 000 до 1,5 миллиона человек. Запад, собственно говоря, создал в Газе новый ближневосточный народ, который, если сохранятся имеющиеся тенденции, достигнет в 2040 году трёх миллионов. Запад платит за еду, школы, медицинское обслуживание и жильё, в то время как мусульманские страны помогают с оружием. Не скованная такой морокой, как необходимость зарабатывать себе на жизнь, молодёжь имеет массу времени для рытья туннелей, контрабанды оружия, сборки ракет и пальбы.
Гуннар Хейнсон полагает, что популярность в Газе радикальных и экстремистски настроенных политических течений связана во многом с молодостью населения сектора.
Высокая рождаемость характерна не только для сектора Газа, но и для других развивающихся стран, что связано с демографическим переходом. Гуннар Хейнсон описывает сектор Газа как классический случай его теории, согласно которой избыток молодого населения ведёт к усилению радикализма, войнам и терроризму (см. молодёжный бугор).
Согласно мнению арабского журналиста с Западного берега реки Иордан Х. Джаралла: «Палестинцы могли бы построить одну из лучших экономик в регионе после начала мирного процесса в 1993 году. Но вместо того, чтобы использовать миллиарды долларов, которые были даны им американцами и европейцами на создание новых рабочих мест, руководство ООП украло большую часть средств, а позже обвинило Израиль в уничтожении палестинской экономики. Теракты с использованием смертников и финансовая и административная коррупция являются главной причиной, почему палестинская экономика остаётся слабой как никогда. Палестинцы являются экспертами в стрельбе себе в ногу, а затем обвиняют Израиль».
С 2001 года, после начала интифады Аль-Аксы, из сектора Газа вёлся практически ежедневный обстрел южных городов Израиля (в основном — Сдерот и Ашкелон) самодельными ракетами «Кассам». По гражданскому населению на территории Израиля было выпущено около 4380 ракет и миномётных снарядов. С 2001 года по 2009 год от этих обстрелов погибло 19 человек и было ранено 434 человека.
Для предотвращения этих ежедневных обстрелов Израиль проводил обстрелы пусковых площадок и военные операции в секторе Газа, декларированной целью которых была борьба с палестинским боевиками, что также приводило к гибели мирных жителей. C 2000 года по 2008 год, ещё до начала операции «Литой свинец», по данным правозащитной организации «Бецелем», в результате действий Армии обороны Израиля в секторе Газа погибло 3000 человек. Из них не менее 1000 членов палестинских вооружённых группировок (террористов по израильскому определению), а также (по данным «Бецелем», оспариваемым рядом израильских и международных источников) 1353 гражданских лица и 635 детей. Такое количество жертв среди мирного населения сектора Газа объясняется тактикой террористов сектора Газа — использование мирного населения в качестве живого щита, используя больницы, мечети, школы, жилые дома и прочие места скопления мирного населения в качестве мест ведения огня, хранения боеприпасов, а также мастерских по производству оружия.
15 августа 2005 года в рамках плана одностороннего размежевания израильское правительство начало принудительную эвакуацию жителей Газы — граждан Израиля (8500 человек) и вывод израильских войск из сектора. К 22 августа сектор Газа покинули все постоянно проживавшие там израильтяне. 12 сентября был выведен последний израильский солдат, что завершило 38-летнее израильское присутствие в секторе Газа. Тем не менее Израиль продолжил контроль за территориальными водами Газы и её воздушным пространством. Израиль объясняет это продолжающимися обстрелами своих городов и посёлков и попытками террористических группировок провезти на территорию сектора оружие и боеприпасы и компоненты для изготовления ракет и взрывчатых материалов. В начале сентября 2011 года был опубликован отчёт комиссии ООН (Комиссии Пальмера), которая сделала вывод, что морская блокада сектора Газа является законным средством для защиты безопасности Израиля и осуществляется на основе международного права (см. Конфликт у берегов Газы (2010)).
Согласно данным CNN, правительство Палестинской автономии по-прежнему считает, что в настоящее время сектор Газа находится в состоянии оккупации со стороны Израиля. По словам палестинского парламентария Ханан Ашрави, «Израиль имеет всю власть, но никаких обязанностей оккупирующей державы.» . Однако при этом часто игнорируется тот факт, что Египет также осуществляет блокаду сектора Газа на их общей границе.

### Под властью ХАМАСа

#### До победы ХАМАСа на выборах в июне 2007 года
Прогнозы израильских и международных политологов о нормализации отношений с Израилем после эвакуации израильских поселений не оправдались. 25 января 2006 года на первых на территории сектора Газа демократических выборах в Палестинский законодательный совет победу одержало палестинское фундаменталистское исламистское движение «ХАМАС», признанное многими странами террористическим, получив 73 из 133 мест. В марте 2006 года правительство, сформированное «ХАМАСом», во главе с Исмаилом Ханией было приведено к присяге.
Поскольку программа «ХАМАСа» предполагает уничтожение Государства Израиль и его замену на мусульманскую теократию, его руководство, придя к власти, отказалось признать ранее заключённые палестинцами соглашения с Израилем и разоружить своих боевиков. В результате, международное сообщество начало экономический бойкот Палестины.
ХАМАС также оказался в конфронтации с ФАТХ, из представителей которого в основном состояло правительство Автономии, а также продолжил обстрелы территории Израиля.
После выхода Израиля из Газы ХАМАС резко ускорил наращивание своей военной мощи. Руководство военными приготовлениями осуществлялось штабом ХАМАСа в Сирии и опиралось на иранскую и сирийскую поддержку, а также на средства, поступающие из Ирана, арабо-мусульманского мира и даже из стран Запада.
В июле 2006 года, в ответ на обстрелы и похищение боевиками ХАМАСа израильского солдата Гилада Шалита, израильской армией была предпринята беспрецедентная военная операция «Летние дожди» по уничтожению боевиков террористических организаций «ХАМАС», «Бригады мучеников аль-Аксы» и других.
В декабре 2006 года в секторе Газа было совершено покушение на хамасовского премьера Палестины Исмаила Хания со стороны активистов ФАТХа.
В феврале 2007 года между руководителями ФАТХ и ХАМАС было достигнуто соглашение и создано коалиционное правительство.
Международное сообщество в очередной раз потребовало, чтобы новое правительство ПА признало Израиль, разоружило боевиков и прекратило насилие. Трёхсторонние переговоры между США, Палестинской автономией и Израилем закончились безрезультатно.

#### После победы ХАМАСа на выборах
В мае — июне 2007 года ХАМАС попытался отстранить от власти не подчиняющихся министру внутренних дел бывших полицейских — сторонников ФАТХа, которые сначала отказывались подчиняться правительству ФАТХа — ХАМАСа, а потом отказались увольняться с государственной службы. В ответ 14 июня президент Палестинской автономии и лидер ФАТХ Махмуд Аббас объявил о роспуске правительства, ввёл на территории автономии режим чрезвычайного положения и взял всю полноту власти в свои руки. В результате вспыхнувшей кровопролитной гражданской войны за власть ХАМАС сохранил свои позиции лишь в секторе Газа, тогда как на Западном берегу реки Иордан власть сохранили сторонники Махмуда Аббаса. Махмуд Аббас создал на Западном берегу новое правительство и назвал боевиков ХАМАС «террористами». Тем самым Палестина раскололась на два враждебных образования: ХАМАС (сектор Газа) и ФАТХ (западный берег реки Иордан).

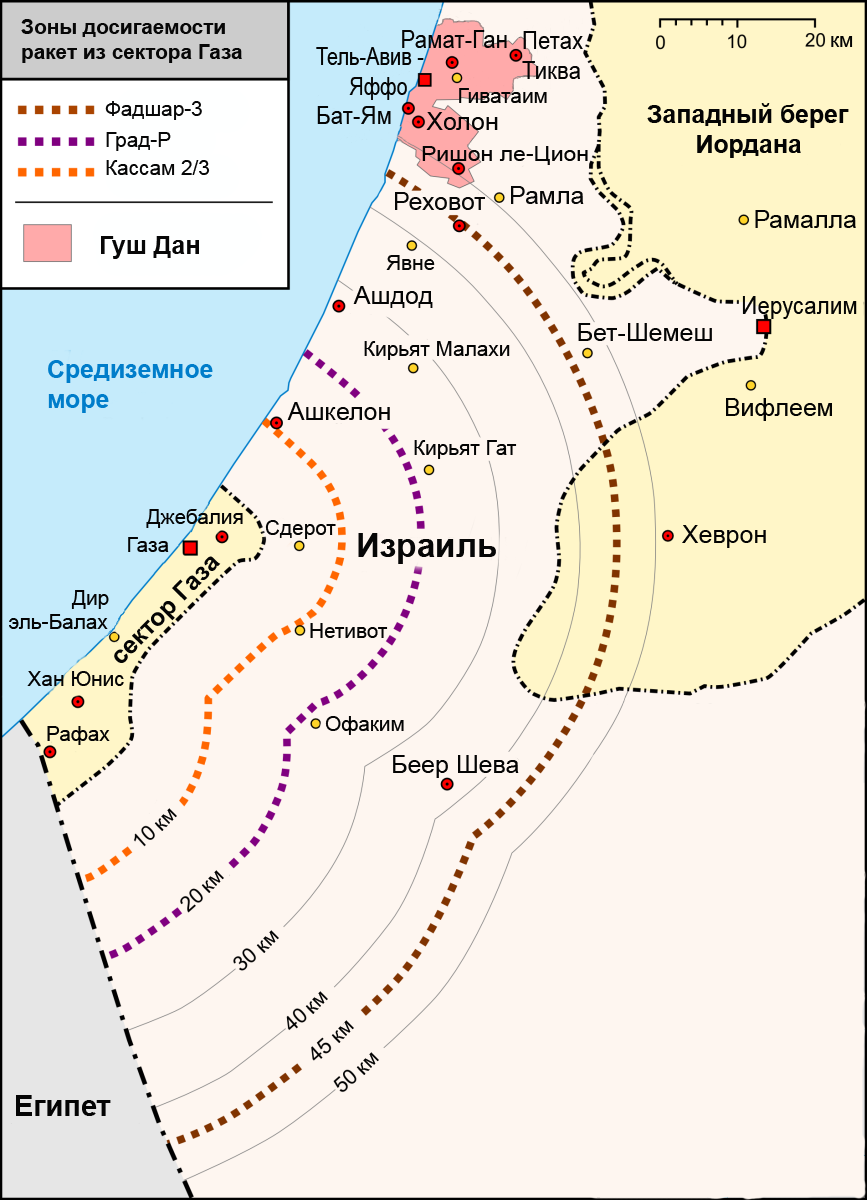
Зоны досягаемости территории Израиля из сектора Газа при ракетных обстрелах

В октябре 2007 года Израиль объявил сектор Газа «враждебным государственным образованием» и приступил к его частичной экономической блокаде, периодически отключая подачу электроэнергии, прекращая снабжение энергоносителями и т. д. Спустя полгода в секторе Газа начался голод, спровоцировавший поток беженцев к израильским и египетским границам, что заставило власти Египта сломать кордоны между двумя странами.
Внутриполитическая ситуация в секторе Газа оставалась крайне нестабильной. Взрывоопасность обстановки обострялась фактом ежедневной контрабанды оружия из Египта через сеть подземных туннелей на границе с Египтом, а также одним из самых высоких уровней плотности населения и безработицы в мире. По мнению ряда как израильских, так и палестинских обозревателей, это привело к превращению сектора Газа в анклав анархии и терроризма.

#### Перемирие между ХАМАСом и Израилем в июне — декабре 2008 года
В июне 2008 года между Израилем и ХАМАСом было заключено перемирие на полгода. Однако продлилось оно лишь до начала ноября 2008 года (см.: Окончание перемирия). Стороны обвиняли в срыве перемирия друг друга. Усиленные ракетные обстрелы израильской территории возобновились.

#### Операция «Литой свинец» и её последствия

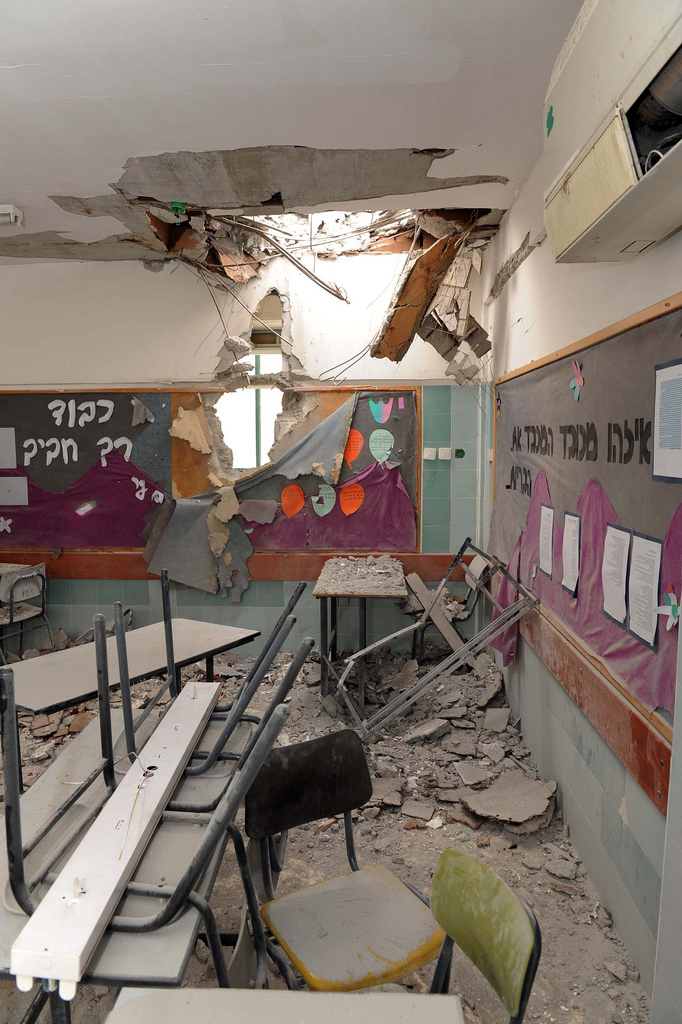
Классная комната в детском саду в Беэр-Шеве, повреждённая в результате ракетной атаки из Газы, 31 декабря 2008 г.

27 декабря 2008 года Израиль начал в секторе Газа широкомасштабную военную операцию «Литой свинец», целью которой ставилось прекращение восьмилетних ракетных обстрелов территории Израиля. Решение о начале широкомасштабной операции было принято правительством Израиля после того, как по территории Израиля со стороны сектора Газа были выпущены десятки неуправляемых реактивных снарядов.
ХАМАС был обвинён ООН в намеренном обстреле израильских гражданских лиц, в результате которого погибло 3 человека. В отчёте комиссии ООН по правам человека говорится, что многие действия как ХАМАСа, так и Израиля в ходе операции могут быть квалифицированы как военные преступления.
Израильским атакам подверглись полицейские участки, школы, больницы, склады ООН, мечети, различные правительственные здания, научное здание в исламском университете, начальная школа под управлением ООН в лагере беженцев, которые помимо своего прямого назначения, во многих случаях являлись местами хранения боеприпасов, местами пусков ракет, скопления террористов и ведения огня (см. Международное право и операция «Литой свинец»). Вследствие конфликта погибло около 1400 палестинцев, из них — по разным источникам — от 295 до 916 гражданских лиц, включая от 89 до 316 детей. 50 000 человек было ранено, уничтожены тысячи домов, 10 школ, 14 мечетей, 34 медучреждения, частично или полностью разрушено 10 тыс. ферм, 800 из 2000 существующих в секторе водных колодцев, более 50 000 человек лишились крова, 400 000 — проточной воды. Война породила острую нехватку продовольствия.
В статье председателя комиссии ООН Голдстоуна газете «Вашингтон пост» 1 апреля 2011 года, согласно вновь полученным им данным об израильских расследованиях случаев гибели палестинского мирного населения, он пришёл к заключению, что «Израиль не проводил политики намеренных ударов по гражданскому населению».

#### Операция «Облачный столп»и её последствия
В ходе операции, проведённой Израилем с 14 по 21 ноября 2012 года после усиления ракетных обстрелов его территории, из сектора Газа было выпущено более 1500 ракет, Израиль атаковал более 1500 целей в секторе, включая пусковые ракетные шахты, контрабандные туннели, террористов, их руководителей и инфраструктуру ХАМАСа и Исламского джихада. В результате операции в секторе Газа погибли 100 человек, ранены 850. С израильской стороны 6 человек погибли, 239 были ранены.

#### События весны 2018 года
Очередное обострение конфликта в Газе началось 30 марта 2018 года, когда по призыву ХАМАС десятки тысяч палестинцев вышли к границе сектора с Израилем на так называемый «Великий марш возвращения» в поддержку беженцев, желающих вернуться в их дома, «брошенные, но не забытые», в пределах современного Израиля. В ходе марша большие группы участников «пытались повредить (пограничные) заграждения горящими покрышками, швыряли камни и бутылки с зажигательной смесью. Солдаты отвечали спецсредствами и огнём на поражение по „главным зачинщикам“». Согласно медикам Газы, погибли 14 демонстрантов и 1200 были ранены. Официальный представитель израильской армии Ронен Манлис обвинил исламистские власти сектора в использовании женщин и детей в своих политических целях и сообщил, что «все погибшие — мужчины в возрасте от 18 до 30 лет» 6 апреля, по данным ТАСС, к пограничной полосе палестинские молодёжные активисты доставили около 10 тыс. шин и подожгли их для того, чтобы дезориентировать подразделения израильской армии и осложнить обзор израильским снайперам, закрепившимся по линии границы. Израильские военные применяли беспилотные летательные аппараты для сброса на демонстрантов бомб со слезоточивым газом, использовались и мощные водомёты. С начала столкновений на границе 30 марта согласно «представителю минздрава в контролируемом движением ХАМАС анклаве Ашраф аль-Кедра», среди палестинцев жертв — около 30, среди израильских солдат жертв нет.

##### Реакция
30 марта 2018 года Совет Безопасности ООН провёл экстренные слушания по ситуации в Газе. И. о. заместителя генерального секретаря ООН по политическим вопросам Тайе-Брук Зерихун призвал Израиль выполнять свои обязательства в отношении прав человека в соответствии с международным правом и воздержаться от применения насилия в отношении мирных жителей, в особенности детей. Представитель США Уолтер Миллер высказал сожаление, что Израиль не может участвовать в обсуждении из-за праздника Песах, и сообщил, что «ХАМАС использует демонстрации для разжигания насилия и подвергает опасности жизни людей». В заявлении, распространённом до заседания СБ, представитель Израиля в ООН Данни Данон возложил ответственность за кровопролитие на движение ХАМАС, контролирующее сектор.
На проведённом 31 марта голосовании США заблокировали проект заявления, подготовленный Кувейтом, в котором выражалась глубокая озабоченность по поводу гибели 16 «мирных демонстрантов», но отсутствовала информация о массовых беспорядках и попытках нарушения суверенитета Израиля. В результате СБ ООН принял заявление, осуждающее применение насилия в секторе Газа.
7 апреля Евросоюз выразил «серьёзную озабоченность в отношении непропорционального использования силы» и призвал обе стороны к максимальной сдержанности для предотвращения дальнейшей эскалации. Он также призвал палестинские организации позволить администрации ПА «полностью восстановить свою власть в Газе, что критически важно для улучшения ситуации и положения людей в секторе». 9 апреля МИД России назвал «абсолютно неприемлемым» применение Израилем силы против гражданского населения в секторе Газа.

#### Операция «Страж стен»
С 10 по 21 мая 2021 года Израиль проводил операцию «Страж стен».

#### Операция «Рассвет»
С 5 августа по 7 августа 2022 года Израиль проводил операцию «Рассвет».

#### Операция «Железные мечи»
7 октября 2023 года ХАМАС и другие вооружённые группировки сектора Газа вторглись на территорию Израиля. Были атакованы и частично захвачены ряд населённых пунктов в окрестностях сектора Газа, включая город Сдерот, израильские военные базы «Нахаль-Оз» и «Реим» (штаб дивизии Газа). Недалеко от кибуца Реим был атакован проводившийся там музыкальный фестиваль, где боевики ХАМАС убили 364 человека, 40 человек были похищены или пропали без вести. Всего в этот день в Израиле погибли более 1200 человек, ХАМАС захватил и похитил в Газу 253 заложника. Часть жертв подверглась сексуальному насилию, включая заложников. Среди погибших и заложников были также иностранцы и лица с двойным гражданством.
В ответ Израиль впервые за 50 лет объявил военное положение и начал наносить авиаудары, а через несколько недель ввёл войска в сектор Газа. 4-5 декабря израильская армия начала бои за город Хан-Юнис, 7 мая вошла в Рафах. В начале июня 2024 года Израиль взял под контроль Филадельфийский коридор, отделяющий сектор от Египта. Операция продолжается по сей день, сопровождаясь значительными разрушениями и потерями с обеих сторон.

## Статус
С момента выхода Израиля из сектора в 2005 году возник вопрос о статусе этой территории. Независимо от того, что Газа не является частью признанного государства, до 2005 года военная оккупация со стороны Израиля была бесспорным фактом. Правовые последствия размежевания являются спорными. Израиль утверждает, что ликвидация военного присутствия в Газе также ликвидирует статус военной оккупации и снимает с него обязательства по отношению к населению этой территории. Эта позиция оспаривается другими международными субъектами. В частности, органы ООН, большинство государств и научных комментаторов, невзирая на захват власти в секторе группировкой ХАМАС в 2007 году, не согласны с позицией Израиля. Они утверждают, что Израиль имеет фактический контроль над границами сектора, включая КПП «Рафах» на границе с Египтом до 2011 года, а также полный контроль над морским и воздушным пространством Газы.
Существующее международное право не позволяет сделать прямой вывод о наличии или отсутствии оккупации в данном случае. Статья 42 Гаагской конвенции 1907 года «О законах и обычаях сухопутной войны» гласит, что «территория считается оккупированной, когда она фактически находится под властью неприятельской армии. Оккупация распространяется только на территорию, где такая власть установлена и может осуществляться». Спорным является вопрос прекращения оккупации, поскольку признаки её прекращения, в отличие от признаков её возникновения и осуществления, не прописаны детально в правовых документах. Традиционно считалось, что «оккупация заканчивается, когда оккупант покидает территорию или вытесняется с неё». Однако, по мнению ряда специалистов, вывод наземных оккупационных сил не является единственным критерием окончания оккупации и средства контроля, определяющие наличие оккупации, не обязательно включают в себя исключительно наземное присутствие. В консультативном заключении Международного суда ООН утверждается, что Израиль продолжает осуществлять ряд ключевых элементов контроля над сектором Газа и потому продолжает нести обязательства согласно международному праву об оккупации.
Профессор конституционного и международного права Тель-Авивского университета Эяль Гросс в рамках разработанного им функционального подхода к вопросу оккупации считает, что следует отказаться от бинарного определения («да» или «нет»). Вместо этого следует оценивать фактический контроль оккупанта над жизнью оккупированной территории и возлагать на него те или иные обязательства в зависимости от конкретной ситуации. В рамках этого подхода на Израиль следует возлагать ответственность за продовольственную безопасность, наличие электроэнергии и доступ к медицинским услугам для жителей сектора, но нельзя возлагать ответственность за поддержание правопорядка внутри сектора и нельзя лишать права на самооборону в отношении агрессии из Газы.
По заявлению представителя генерального секретаря ООН: «официальный статус [оккупированная Израилем палестинская территория] сектора Газа может быть изменён только решением Совбеза ООН», другой представитель ООН заявил, что и после вывода израильских войск «ООН продолжает считать сектор Газа оккупированной Израилем территорией». До этих заявлений генеральный секретарь ООН Пан Ги Мун воздержался от ответа на вопрос о статусе сектора Газа после израильской эвакуации, заявив, что он не уполномочен на него отвечать. Позиция США по вопросу статуса Газы остаётся непрояснённой, на сайте Государственного департамента США сектор Газа на 2009 год определялся как оккупированная Израилем территория. Верховный суд Израиля в 2008 году постановил, что Израиль не имеет фактического контроля за происходящим в секторе и не обязан заниматься заботой о благосостоянии его жителей.

## Экономика

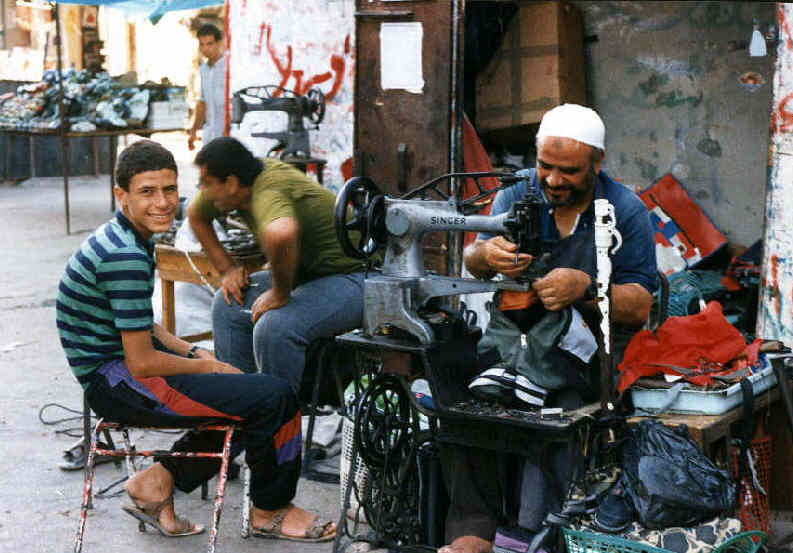
Житель Газы работает на швейной машинке

Экономика сектора была основана на мелком производстве, рыболовстве и сельском хозяйстве (выращивание цитрусовых). До начала Второй интифады многие жители сектора работали в Израиле или на предприятиях в израильских поселениях в секторе. С начала интифады и особенно после того, как в 2005 году Израиль оставил сектор, возможности работать в Израиле не стало. И без того ничтожный экспорт прекратился в результате блокады, а множество мелких предприятий разорилось. Рыболовство затруднено, так как израильские катера ограничивают рыбакам выход в море.
Ситуация усугубляется тем, что более половины населения сектора составляют несовершеннолетние. По данным на 2010 год, 38 % населения проживало за чертой бедности. В ходе войны начала 2009 года экономика сектора понесла дополнительный урон в 4 млрд долларов, было разрушено более 14 000 частных домов, десятки фабрик.
Согласно отчёту Палестинского центрального статистического бюро (Palestinian Central Bureau of Statistics), ситуация в 2011 году по сравнению с предыдущими годами улучшилась, а именно:
- Безработица составила 28,7 % в 2011 году (2010 году — 37,8 %, 2009 — 38,6 %)
- Полная занятость населения 64,9 % в 2011 году (2010 — 56 %, 2009 — 55,9 %)
  - Занятых в сельском хозяйстве 9,6 % в 2011 году (2010 — 7,7 %, 2009 — 6,4 %)
  - Количество занятых в строительстве благодаря послаблениям выросло до 6 % в 2011 году (2010 — 3 %, 2009 — 0,9 %)
  - Занятых на производстве 5,5 % в 2011 году (2010 — 4,8 %, 2009 — 5,4 %)
  - Занятых в сфере услуг 52,9 % в 2011 году (2010 — 60,6 %, 2009 — 63,3 %), но стоит обратить внимание на сильное возрастание в строительстве отелей и прочей инфраструктуры, что приведёт к большей занятости в сфере услуг в 2012 и 2013 годах.

Согласно сообщению сайта Армии обороны Израиля от 01.08.2011, ВВП в секторе Газа увеличился на 20 %, с $ 323 млн в первом квартале 2010 года до $ 401 млн в первом квартале 2011 года, а также снижение безработицы указывает на улучшение финансового положения в секторе Газа. Процветание экономики можно увидеть также в открытии новых торговых центров в секторе Газа.
Подполковник Коби Герцвольф (קובי גרצוולף‎), руководитель Департамента координации деятельности правительства на территориях (COGAT), объясняет, что улучшение экономического положения является «частью изменений в политике по отношению к гражданскому населению в секторе Газа — увеличение различных типов и количества товаров, поступающих через КПП Керем-Шалом. Это привело к увеличению экономической составляющей в секторе Газа, особенно местных отраслей промышленности (строительство, малая промышленность, сельское хозяйство и т. д.)».
Подполковник Герцвольф поясняет: «Больше примеров, выражающих экономические преобразования, включают в себя строительство отелей, которые будут открыты в ближайшие несколько месяцев, импорт современных автомобилей в сектор Газа и многие другие действия, улучшающие палестинскую экономику».
Согласно итогам деятельности департамента координации деятельности правительства Израиля на территориях (COGAT) за 2012 год:
- Израиль инвестировал 80 миллионов шекелей в модернизацию КПП Керем-Шалом, что позволило поднять число провозов до 400 грузовиков в день. Несмотря на это через КПП проходит 300—350 грузовиков в день в связи с отсутствием спроса со стороны сектора Газа.
- Количество (в тоннах) провозимых через КПП по сравнению с 2011 годом агрегатов выросло на 50 %, машин на 53 %, количество зерна уменьшилось на 2 %.
- Количество провозимого горючего по сравнению с 2011 годом выросло — дизельное топливо для отопления в 2,5 раза, дизельное топливо для транспорта в 22 раза, бензина на 58 %, газа на 3 %.
- В 2012 году экономика Газы продолжала расти, даже быстрее, чем экономика на Западном берегу реки Иордан. Этот рост был вызван в основном быстрым расширением строительного сектора, несмотря на энергетический кризис в Газе и замедление в сельскохозяйственном секторе.
- Безработица в 2012 году составила 31 % (согласно центральному статистического бюро ПА) — увеличение на 2,3 % по сравнению с 2011 годом. Строительный сектор в среднем вырос на 1,7 % с 2011 года, уровень экономической активности вырос на 1,8 % в 2012 году, достигнув 40,2 %.
- Торговля — 21 120 бизнесменов пересекли КПП Израиля в сектор Газа (рост на 38 %).
- В сектор Газа было пропущено 15 859 грузовых автомобилей (против 11 352 в 2011 году) для осуществления международных проектов. Также были утверждены 59 новых проектов.
- Экспорт — в связи с расширением политики по отношению к населению сектора Газа в 2010 году, экспорт всех продуктов был разрешён для продажи за рубежом, в первую очередь в Европе, Северной Африке, Египте и Иордании. В этом году торговцы Газы также экспортировали мебель и текстиль в Палестинскую автономию на западном берегу реки Иордан.
- Сельскохозяйственная продукция — сельскохозяйственный сезон обычно длится с ноября по май следующего года. С ноября 2012 года до середины февраля 2013 из сектора Газа было экспортировано — томаты (27,8 тонн), томаты черри (80,6 тонн), овощной перец (15,5 тонн), различные травы (12,4 тонны), клубника (184 тонны) и более 2,2 миллиона цветов.
- Электроэнергия — сектор Газа получает электроэнергию из 3 ресурсов — 63 % поступает из Израиля, 14 % из Египта и 23 % производится в самом секторе Газа. Хотя поставки электроэнергии из Израиля оставались неизменными, в Газе по-прежнему происходит примерно 8 часов отключений в день. Это вызвано тем, что сектор Газа испытывает дефицит 140 МВт в месяц из-за разрыва между спросом и предложением. Хотя производственные мощности Газы способны производить больше электроэнергии, постоянный дефицит топлива не позволяет использовать полную мощность. ПРООН работает с COGAT для координации пожертвования четырёх трансформаторов для электростанции в Газе, которые смогут увеличить мощности на 20 МВт, хотя дефицит топлива может уменьшить их эффективность. В рамках усилий по улучшению электроснабжения Израиль инвестировал в модернизацию линии электропередачи Grizim, которая обеспечивает подачу электроэнергии для более чем 70 000 жителей на севере сектора Газа, в частности в Бейт-Хануне и Бейт-Лахии.
- Расход воды в секторе Газа 180 тыс. м³/год, 100 для бытового и промышленного потребления и 80 для сельского хозяйства. В Газе 146 легальных скважин и свыше 4000 незаконно пробурённых. Незаконно пробурённые скважины и перерасход из водоносного слоя создали новый кризис с водой. 90 % воды из водоносного горизонта не подходит для питья, и большинство жителей Газы в значительной степени зависят от систем бытовой фильтрации. Израиль предоставляет 5 млн кубометров пресной воды в год в Газу и одобрил строительство новой линии водоснабжения в Нахаль Оз. Под эгидой CMWU (организация, ответственная за услуги водоснабжения и канализации в секторе Газа) работает завод по опреснению морской воды в Дейр-эль-Балахе, который производит около 600 м³ в день.
- Количество израильских арабов, пропущенных через пешеходный КПП Эрез в сектор Газа, выросло на 40 %. Также увеличилось на 20 % количество проходящих через КПП иностранцев и дипломатов. Сокращение бюрократии и улучшения в координации и взаимодействии позволили сократить время ожидания на 35 %. Количество разрешений было уменьшено на 12,5 %. Это связано с тем, что разрешения были выданы на более длительный срок, что привело к увеличению количества пересечений КПП и к снижению общего количества разрешений.
- Медицинская помощь — КПП Эрез всегда открыт для экстренной помощи. В 2012 году, даже во время операции «Облачный столп», под угрозой нападения террористов и попадания ракет из сектора Газа, КПП был открыт. 94 % всех запросов на переход через КПП в 2012 году были утверждены. Были выданы 17 569 разрешений для пациентов и их сопровождающих.

### Блокада

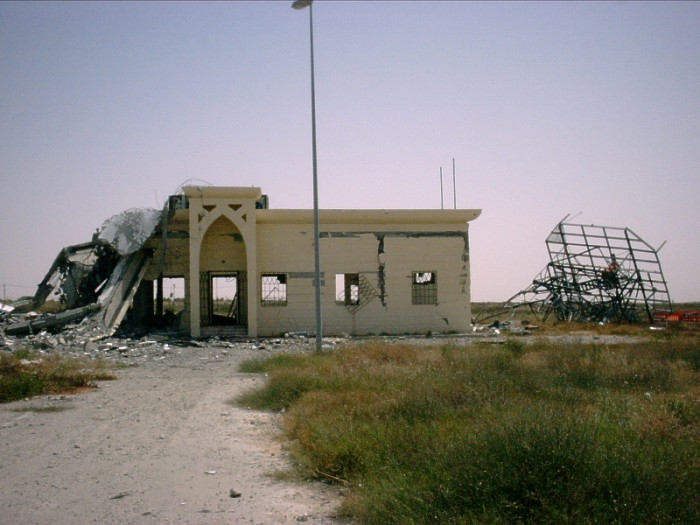
Повреждённая часть Международного аэропорта им. Ясира Арафата

Экономически Газа сильно зависит от Израиля и Египта, а также международной гуманитарной и финансовой помощи. Грузы в сектор Газа возможно доставить только сухопутным путём через Израиль или Египет. В Газе нет порта. После подписания соглашений в Осло в Газе при помощи европейских спонсоров было начато возведение гавани. Но в 2000 году Израиль разбомбил строящийся порт в ответ на убийство двух израильских солдат в Рамалле. Иностранные инвесторы прекратили строительство. С тех пор проекты строительства порта не возобновлялись.
В 1998 году Израиль позволил ПА открыть аэропорт в Газе. Из него производились еженедельные рейсы в некоторые арабские страны. 8 октября 2000 года после начала второй интифады Израиль закрыл этот аэропорт, а в декабре 2001 года бомбардировал и привёл в негодность его взлётную полосу, так как, согласно израильским спецслужбам, через аэропорт проводилась контрабанда оружия в Газу, в том числе и в личном вертолёте Арафата, освобождённом от досмотра. В 2005 году аэропорт был возвращён палестинской стороне в непригодном для использования состоянии, с тех пор он не функционировал.
После победы группировки ХАМАС на выборах в Палестинской автономии Израиль и Египет ввели блокаду сектора Газа. После того как ХАМАС произвёл переворот и захватил власть в секторе, Израиль ещё более усилил блокаду, что привело к тяжёлой гуманитарной ситуации в секторе Газа. В настоящее время Израиль пропускает в Газу лишь лекарства, продовольствие, моющие средства и топливо для электростанций в ограниченном количестве, причём бензин для частных машин не поставляется. Среди товаров, запрещённых к поставке в Газу, — строительные материалы (включая цемент), холодильники, стиральные машины, запчасти для автомобилей, ткани, нитки, иголки, лампочки, спички, книги, музыкальные инструменты, мелки, одежда, обувь, матрасы, простыни, одеяла, ножи и ножницы, посуда и очки. Запрещается также ввозить некоторые виды продуктов — например, чай, кофе или шоколад.
Запрет на ввоз строительных материалов особенно тяжёл для жителей сектора, поскольку тысячи частных домов и общественных зданий были разрушены в 2009 году израильской армией в ходе операции «Литой Свинец» и десятки тысяч людей остались без крыши над головой. Восстановление домов в условиях запрета на ввоз строительных материалов крайне затруднено. В конце 2009 года в секторе начали строить дома с использованием кирпичей, производимых на месте из смеси щебня, глины и соломы.
Согласно израильским властям, запрет на ввоз строительных материалов и металла существует в силу того, что они используются ХАМАСом для строительства военных укреплений, в том числе подземных тоннелей и бункеров, и изготовления ракет для обстрела территории Израиля.
Часть товаров, в том числе топливо, доставляется в сектор контрабандой из Египта через подземные туннели, через которые также ввозится оружие. Эти туннели часто уничтожаются израильскими ВВС и египетской стороной.
По свидетельству корреспондента французской газеты «Le Figaro» Адриен Жома:
«В городе Газа магазины переполнены самыми разнообразными товарами. Лотки ломятся от овощей и фруктов… ничто не говорит о каком-либо кризисе, и уж тем более о гуманитарном. В то же время торговцы жалуются, что большинство этих товаров поступает в сектор контрабандой и что у жителей сектора нет денег, чтобы их покупать».
В начале июня 2010 года в секторе Газа побывал датский репортёр Стеффен Йенсен (Steffen Jensen).

Агентство новостей «Палестина сегодня» поместило на своём сайте фоторепортажи о Газе. В частности, снимки с продуктово-товарного рынка.
В июне 2010 года после инцидента с захватом «Флотилии свободы» блокада сектора Газа со стороны Израиля и Египта была облегчена, а список товаров, разрешённых к ввозу, расширен. В то же время открытая поставка строительных материалов в сектор Газа остаётся из-за блокады крайне низкой и составляет около 4 % от требуемого количества. Жителям сектора приходится собирать строительные материалы в бывших разрушенных израильских поселениях. Такой сбор материалов часто опасен, так как происходит в близости от границы с Израилем, только за лето 2010 года израильские пограничники обстреляли и ранили 10 несовершеннолетних палестинцев, занятых сбором строительных материалов.
В марте 2011 года стало известно, что разрабатывается идея, согласно которой перед берегами сектора Газа власти Израиля планируют намыть искусственный остров, на котором будет создан морской порт и аэропорт, бухта для яхт и лодок, центры логистики, туристические зоны, отели, электрические подстанции, сооружения для опреснения воды и так далее. Всё это предназначено для того, чтобы позволить сектору Газа обойтись без какого-либо израильского участия, без риска в сфере безопасности, а также предоставить возможность снять режим блокады сектора. Ориентировочная стоимость проекта — 5—10 млрд долларов, продолжительность строительства — 5—10 лет.
Министр транспорта Исраэль Кац заявил:
Новая государственная программа по отделению сектора Газа позволит палестинцам иметь морские порты и аэропорты, полностью контролируемые Израилем, а также создаст сотни тысяч рабочих мест и обеспечит экономическое процветание. Многие израильские, палестинские и зарубежные инвесторы и предприниматели выразили заинтересованность в участии в проекте.
Согласно отчёту агентства ООН по проблемам палестинских беженцев (БАПОР), изданному в июне 2011 года, количество малоимущих, живущих всего на 1 доллар в день, утроилось в секторе за 5 лет блокады и достигло 300 000 человек.
Тем не менее в апреле 2011 года заместитель директора организации «Красный Крест» в секторе Газа Матильда Редмат заявила, что «в секторе Газа нет гуманитарного кризиса».
В июле 2011 года комиссия под руководством Джеффри Палмера, назначенного генеральным секретарём ООН Пан Ги Муном для расследования обстоятельств конфликта у берегов сектора Газа в 2010 году (Флотилия Свободы), признала в своём отчёте законность морской блокады Газы:

Фундаментальный принцип свободы судоходства в открытом море подвержен только определённым, ограниченным исключениям в соответствии с международным правом. Израиль стоит перед реальной угрозой своей безопасности со стороны групп боевиков в секторе Газа. Морская блокада была введена в качестве законной меры безопасности для того, чтобы не допустить попадания оружия в Газу морским путём, и её осуществление выполнено в соответствии с требованиями международного права.
Оригинальный текст (англ.)The fundamental principle of the freedom of navigation on the high seas is subject to only certain limited exceptions under international law. Israel faces a real threat to its security from militant groups in Gaza. The naval blockade was imposed as a legitimate security measure in order to prevent weapons from entering Gaza by sea and its implementation complied with the requirements of international law. 

## Территориальное деление
- Провинция Северная Газа (центр Джебалия) — 270 245 чел.
- Провинция Газа — 496 410 чел.
- Провинция Дейр-эль-Балах — 205 534 чел.
- Провинция Хан-Юнис — 270 979 чел.
- Провинция Рафах — 173 371 чел.[108]

## Города
- Абасан[англ.]
- Бейт-Лахия[англ.]
- Бейт-Ханун (араб. بيت حانون‎) (ивр. בית-חנון‎)
- Газа (Аза) (араб. غزة‎) (ивр. עזה‎)
- Дейр-эль-Балах (араб. دير البلح‎)
- Рафах (араб. رفح‎; также Рафиах, ивр. רפיח‎)
- Хан-Юнис (араб. خان يونس‎) (ивр. (חאן-יונס)‎
- Джебалия (араб. جباليا‎)

## Население

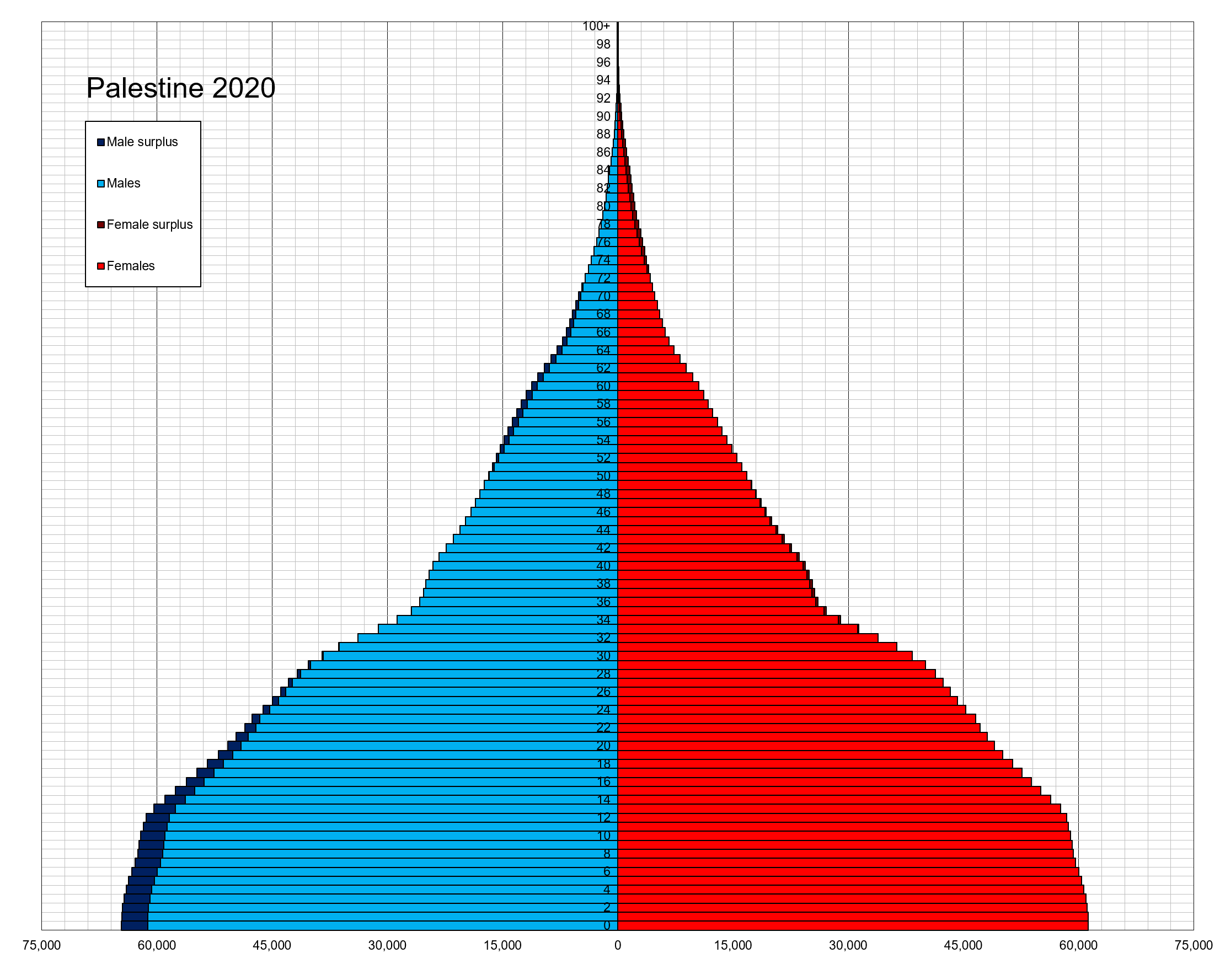
Демографическая пирамида Палестины в 2020

На территории 360 км² по официальной оценке на 2014 год проживает 1 760 037 человек, по оценке ЦРУ США на июль 2020 года — 1 918 221 человек. По другим оценкам, в 2004 году в секторе жило лишь около 1,07 млн человек вместо 1,41 млн жителей по официальным данным.
Главным источником доходов для местных жителей был экспорт сельскохозяйственной продукции, преимущественно цитрусовых, в Израиль. Однако после начала «интифады Аль Акса» в 2001 году Израиль практически закрыл границы.
Рождаемость в секторе Газа — одна из самых высоких в мире, около 40 % населения моложе 14 лет, и численность населения удваивается каждые 20—25 лет. Почти ¾ населения — палестинские беженцы и их потомки (772 293 чел.[когда?]).
Данные, предоставленные ЦРУ на 2020 год:
- Рождаемость: 28,6 на 1000 человек (2020)
- Смертность: 3 на 1000 (2020)
- Чистый рост населения за счёт миграции: 1,54 на 1000
- Детская смертность: 14,9 на 1000 живых новорождённых (2020)
- Фертильность: 3,64 ребёнка на 1 женщину (2020)
- Прирост населения: 2,13 %[4]

Израильские источники полагают, что есть основания для сомнений в этих данных, поскольку все показатели основаны на сообщениях Палестинской автономии, которая «не предоставляет никакой возможности серьёзной проверки этих данных». Среди израильских демографов нет единства мнений по этому поводу: профессор А. Софер полагает, что следует оперировать именно этими данными, поскольку других нет, но д-р Й. Эттингер и д-р Б. Циммерман (институт AIDRG) полагают (на основании сравнения с данными об эмиграции, данными больниц о рождаемости и др.), что показатели завышены по крайней мере на треть.

## Границы

### Филадельфийский коридор
Филадельфийский коридор — это граница между сектором Газа и Египтом протяжённостью 20 км. Он начинается на территории Израиля неподалёку от мошава Керем Шалом, проходит через разделённый на две части (западную и восточную) город Рафах (Рафиах) и заканчивается неподалёку от развалин еврейского поселения Рафиах-Ям, снесённого после ухода Израиля из Газы в 2005 году. До размежевания с Газой в рамках соглашений в Осло коридор контролировала израильская армия. В 2005 году израильская армия была выведена из Филадельфийского коридора и передала контроль над границей Египту.
В мае 2024 года ЦАХАЛ завершил захват коридора во время наступления на Рафах в ходе операции «Железные мечи».

### Разделительный барьер на границе Израиля и сектора Газа
В 1994 году для обеспечения безопасности гражданского населения от проникновения террористов Израиль начал возводить забор безопасности по периметру сектора Газа. В сентябре 2000 года, после начала интифады Аль-Аксы, забор был во многих местах уничтожен палестинцами. В период с декабря 2000 года по июнь 2001 года забор был восстановлен израильтянами. Были добавлены современные средства наблюдения, а вдоль забора создана полоса отчуждения километровой ширины. Для плотно населённого сектора, ширина которого составляет от 6 до 12 км, это значительная площадь. Согласно данным комиссии ООН по нарушениям международных законов во время операции «Литой свинец», полоса отчуждения подобного размера серьёзно уменьшила площади под сельское хозяйство и промышленность.
Израильские солдаты имеют приказ стрелять в любого, кто попытается преодолеть забор и полосу отчуждения. Тем не менее попытки со стороны населения сектора преодолеть забор безопасности совершаются регулярно, в том числе и несовершеннолетними.
Вдоль десятикилометровой границы сектора Газа с Египтом израильтяне воздвигли две параллельные стены. С начала второй интифады была создана стена из гофрированного железа и бетона, дополненная сверху колючей проволокой. В 2004—2005 годах израильтяне воздвигли на этой границе ещё одну бетонную стену. Высота стены составляет 9 метров, и она оснащена современными средствами слежения. Стена также уходит и в глубь земли, чтобы предотвратить создание тоннелей для проникновения террористов в Израиль. Вдоль стены была создана 300-метровая полоса отчуждения. В результате строительства этой стены израильской армией были разрушены более 1800 палестинских домов в городе Рафахе, мешавших возведению стены. В результате 16 000 палестинцев лишились крова.